# Éblange
Éblange (fràncic lorenès Eibling) és un municipi francès situat al departament del Mosel·la i a la regió del Gran Est. L'any 2007 tenia 280 habitants.

## Demografia

### Població
El 2007 la població de fet d'Éblange era de 280 persones. Hi havia 91 famílies, de les quals 8 eren unipersonals (4 homes vivint sols i 4 dones vivint soles), 29 parelles sense fills, 50 parelles amb fills i 4 famílies monoparentals amb fills.
La població ha evolucionat segons el següent gràfic:
Habitants censats

### Habitatges
El 2007 hi havia 102 habitatges, 98 eren l'habitatge principal de la família, 1 era una segona residència i 2 estaven desocupats. 101 eren cases i 1 era un apartament. Dels 98 habitatges principals, 93 estaven ocupats pels seus propietaris, 4 estaven llogats i ocupats pels llogaters i 1 estava cedit a títol gratuït; 7 tenien quatre cambres i 91 en tenien cinc o més. 90 habitatges disposaven pel capbaix d'una plaça de pàrquing. A 31 habitatges hi havia un automòbil i a 62 n'hi havia dos o més.

### Piràmide de població
La piràmide de població per edats i sexe el 2009 era:
| Homes | Edats   | Dones |
| ----- | ------- | ----- |
| 0     | 95 o +  | 0     |
| 0     | 90 a 94 | 0     |
| 0     | 85 a 89 | 0     |
| 0     | 80 a 84 | 0     |
| 0     | 75 a 79 | 0     |
| 0     | 70 a 74 | 4     |
| 16    | 65 a 69 | 4     |
| 4     | 60 a 64 | 16    |
| 4     | 55 a 59 | 4     |
| 16    | 50 a 54 | 12    |
| 16    | 45 a 49 | 16    |
| 16    | 40 a 44 | 8     |
| 4     | 35 a 39 | 8     |
| 0     | 30 a 34 | 4     |
| 16    | 25 a 29 | 12    |
| 8     | 20 a 24 | 0     |
| 16    | 15 a 19 | 12    |
| 8     | 10 a 14 | 8     |
| 0     | 5 a 9   | 8     |
| 8     | 0 a 4   | 0     |

## Economia
El 2007 la població en edat de treballar era de 205 persones, 142 eren actives i 63 eren inactives. De les 142 persones actives 125 estaven ocupades (74 homes i 51 dones) i 15 estaven aturades (9 homes i 6 dones). De les 63 persones inactives 20 estaven jubilades, 16 estaven estudiant i 27 estaven classificades com a «altres inactius».

### Ingressos
El 2009 a Éblange hi havia 123 unitats fiscals que integraven 341,5 persones, la mediana anual d'ingressos fiscals per persona era de 19.498 €.

### Activitats econòmiques
Dels 2 establiments que hi havia el 2007, 1 era d'una empresa de construcció i 1 d'una empresa de serveis.
L'únic servei als particulars que hi havia el 2009 era un paleta.

## Equipaments sanitaris i escolars
El 2009 hi havia una escola elemental.

## Poblacions més properes
El següent diagrama mostra les poblacions més properes.